# Pierre de Villars
Pierre de Villars (* 1623 in Paris; † 20. März 1698 ebenda) war ein  französischer Adliger, Feldherr und Diplomat. Seine Dienste versah er während der Regierungszeit des Königs Ludwig XIV. Bekannt unter dem Ehrentitel Marquis de Villars war er der Vater des bedeutenden französischen Marschalls Claude-Louis-Hector de Villars.

## Leben
Pierre de Villars war ein Sohn von Claude de Villars, Mestre de camp und königlicher Kammerjunker (Gentilhomme de la chambre du roi), und dessen Gattin Charlotte Louvet de Nogaret-Calvisson. Nach dem Urteil von Saint-Simon war er seinerzeit der bestaussehende Mann Frankreichs. Bei Hof für seine Galanterie bekannt, hatte er bei vielen hochstehenden Damen Erfolg. Auch die jugendliche Madame de Maintenon soll ihm laut zeitgenössischen Memoiren nicht gleichgültig gegenübergestanden sein. 1651 heiratete er die für ihre Briefe vom spanischen Hof bekannte normannische Adlige Marie Gigault de Bellefonds, Tante des Marschalls de Bellefonds, mit der er drei Söhne und fünf Töchter bekam, darunter:
- Claude-Louis-Hector de Villars (1653–1734), Marschall von Frankreich
- Armand de Villars († 1712), französischer Generalleutnant
- Henri-Félix de Villars (1655–1691), französischer Kleriker
- Agnes de Villars († 1723), Äbtissin von Chelles

Während des Duells zwischen Karl Amadeus von Savoyen, Herzog von Nemours, und François de Bourbon, Herzog von Beaufort, tötete Villars im Juli 1652 den Grafen von Héricourt, der als Sekundant des Herzogs von Beaufort fungiert hatte. Villars musste fliehen und konnte nur dank der Fürsprache des Prinzen von Conti nach Frankreich zurückkehren. Im Rang eines Lieutenant-général nahm er ab 1657 unter dem Oberbefehl des Prinzen von Conti an den Kriegen in Italien und Katalonien teil. Aufgrund seiner Tapferkeit erhielt er bei Hof den Spitznamen Orondates, einem der Helden des Romans Artamène ou le Grand Cyrus der französischen Schriftstellerin Madeleine de Scudéry, mit der seine Gemahlin freundschaftliche Beziehungen unterhielt. An dem ihm verliehenen Spitznamen soll er Gefallen gefunden haben.
1668 wurde Villars Gouverneur von Besançon. Seine eheliche Verbindung legte seiner Karriere aber ständige Hindernisse in den Weg, da der Marschall de Bellefonds mit mehreren französischen Ministern verfeindet war. Insbesondere der Kriegsminister Louvois war Villars abgeneigt. Abgeschreckt von den Schwierigkeiten, die ihm Louvois machte, wandte sich Villars an den mit ihm befreundeten Außenminister Hugues de Lionne, der ihm den Eintritt in den diplomatischen Dienst ermöglichte. Er war u. a. Botschafter in Madrid (1668, 1672 und 1679), am savoyischen Hof in Turin (1676), in Kopenhagen (1683) sowie am kaiserlichen Hof in Wien. Bei einer Rückreise vom spanischen Hof nach Frankreich wurden seine Leute an der Grenze von jenen des aus Paris zurückkehrenden spanischen Botschafters angegriffen. Auf beiden Seiten gab es mehrere getötete Bedienstete, und sogar deren Vorgesetzte selbst beteiligten sich an der Schlägerei. Seine diplomatische Laufbahn brachte Villars keinen großen Reichtum ein; vielmehr musste er zwei seiner Baronien verkaufen, um einen standesgemäßen Lebensstil aufrechterhalten zu können.
Ludwig XIV. ernannte Villars 1683 zum königlichen Kriegsrat und 1688 zum Ritter des Ordens vom Heiligen Geist. Letztere Ehrung zog ihm viel Neid zu; ihm wurde vorgeworfen, dass er nicht den für diese Auszeichnung nötigen Hochadel besitze. 1692 wurde er Ehrenritter der Herzogin von Chartres. 1698 starb er im Alter von 75 Jahren in Paris.
Über seine Erlebnisse in Spanien hatte Villars einen Bericht geschrieben, der in den Besitz der französischen Schriftstellerin Marie-Catherine d’Aulnoy überging. Diese benutzte ihn als Quelle für ihre Werke Mémoires de la cour d’Espagne (1690) und Relation du voyage d’Espagne (1691). Der Buchhändler Josse gab 1733 in Paris Villars’ Reisebericht unter dem Titel Mémoires de la cour d’Espagne, depuis l’année 1679 jusqu’en 1681 heraus. Er kannte aber nicht den Namen des Verfassers, weshalb er das Werk ohne Angabe eines Autorennamens veröffentlichte. Ein bibliophiler Engländer, W. Stirling, brachte 1861 in London eine Neuauflage des Berichts heraus.